# Прогресс мировых рекордов на дистанции 50 метров вольным стилем у девушек в 25-метровом бассейне
 Прогресс мировых рекордов на дистанции 50 метров вольным стилем у девушек в 25-метровом бассейне. Первый мировой рекорд в плавании на дистанции 50 метров вольным стилем у женщин в 25-метровом бассейне был зарегистрирован Международной Федерацией плавания ФИНА в 1992 году. Юношеские мировые рекорды, установленные в 25-метровом бассейне, признаются ФИНА с 1 января 2015 года.
Прогресс мировых рекордов на дистанции 50 метров вольным стилем у мужчин в 25-метровом бассейне
| Номер | Время | Имя               | Национальность | Дата               | Соревнование                          | Место                            | Прим. |
| ----- | ----- | ----------------- | -------------- | ------------------ | ------------------------------------- | -------------------------------- | ----- |
| 1     | 23,98 | Кайла Санчес      | Канада         | 15 декабря 2018 г. | Зимний чемпионат Англии по плаванию   | Шеффилд, Соединенное Королевство | [ 2 ] |
| 2     | 23,69 | Анастасия Шкурдай | Беларусь       | 18 декабря 2020 г. | Зимний чемпионат Беларуси по плаванию | Брест, Беларусь                  | [ 3 ] |

Рекорды зафиксированные не финале: 1/2 — полуфинал, э — эстафета.